# Facundo Núñez
Facundo Mariano Núñez Techera (Canelones, 24 de febrero de 2006) es un futbolista uruguayo. Juega como delantero centro en Liverpool Fútbol Club de la Primera División de Uruguay. Es hermano del futbolista Carlos Núñez.

## Trayectoria
Comenzó a jugar en Canelones Wanderers, club de baby fútbol de su ciudad natal, posteriormente tuvo un pasaje en Fátima Barrio Sur y Laureles. Se destacó en la selección sub-14 de Canelones y jugó en Liverpool de Canelones, con los negriazules llamó la atención al anotar 16 goles en 6 encuentros con la sub-15 y coronarse campeones de la categoría.
Firmó contrato profesional con Cerro Largo en 2021, sin haber pasado por ninguna de sus categorías juveniles se incorporó a las prácticas del primer equipo, con Danielo Núñez como entrenador.
Debutó como profesional el 13 de abril de 2021, fue por Copa Sudamericana, ingresó al minuto 51 para enfrentar a Peñarol en el Campeón del Siglo pero fueron derrotados 4-1 y quedaron eliminados del certamen internacional, compartió minutos con su hermano Carlos Núñez. Con 15 años, un mes y 20 días se convirtió en el futbolista más joven en disputar la Copa Sudamericana.
En la temporada 2021 solo jugó 2 partidos con el primer equipo, luego tuvo 11 participaciones y 2 goles en Tercera División, un partido con la sub-19 y otro con la sub-17.
Fue en 2023 cuando volvió a ser considerado en el plantel principal, por el entrenador Eduardo Espinel. Totalizó 24 presencias en la temporada y colaboró con 2 asistencias, Cerro Largo culminó la tabla anual en séptima posición, por lo que clasificaron a la Copa Sudamericana del próximo año.
En enero de 2024 trascendió el interés de Nacional por su fichaje pero no se concretó. Fue cedido a Colorado Rapids de Estados Unidos por 6 meses. Jugó con la reserva del club norteamericano, convirtió 2 goles en 13 participaciones y no ejecutaron la cláusula de compra. Regresó a Uruguay y se mantuvo en Cerro Largo pero no tuvo mucha participación en el primer equipo, disputó 3 partidos en el año.
Fue fichado por Liverpool en enero de 2025.

## Selección nacional
Facundo ha sido internacional con la selección de Uruguay en las categorías juveniles sub-15 y sub-17.
En septiembre de 2021 fue convocado por Alejandro Garay para entrenar con la selección de Uruguay por primera vez, en la categoría sub-15.
Debido a la Pandemia de COVID-19 no pudieron tener tanto rodaje internacional, por lo que se enfrentaron a la sub-16 de equipos locales, como Rentistas, Cerrito, Atenas y también contra la sub-18 de Nacional de Florida. Además la Confederación Sudamericana de Fútbol suspendió las competiciones juveniles oficiales del año, por lo tanto el Sudamericano Sub-15 se canceló.
El 7 de diciembre de 2021 Facundo debutó con la Celeste, fue titular contra la selección Gaúcha, combinado al que derrotaron 3-1.
En 2022 fue parte del proceso de la selección sub-17, jugó 12 partidos amistosos pero no pudo convertir goles, finalmente no fue convocado al Campeonato Sudamericano Sub-17.

## Estadísticas

### Clubes
Actualizado al último partido citado el 15 de marzo de 2025.
| Club                             | Div.          | Temporada     | Liga  | Liga  | Liga   | Copas nacionales | Copas nacionales | Copas nacionales | Copas internacionales | Copas internacionales | Copas internacionales | Total | Total | Total  |
| Club                             | Div.          | Temporada     | Part. | Goles | Asist. | Part.            | Goles            | Asist.           | Part.                 | Goles                 | Asist.                | Part. | Goles | Asist. |
| -------------------------------- | ------------- | ------------- | ----- | ----- | ------ | ---------------- | ---------------- | ---------------- | --------------------- | --------------------- | --------------------- | ----- | ----- | ------ |
| Cerro Largo F. C. · Uruguay      | 1.ª           | 2021          | 1     | 0     | 0      | —                | —                | —                | 1                     | 0                     | 0                     | 2     | 0     | 0      |
| Cerro Largo F. C. · Uruguay      | 1.ª           | 2023          | 23    | 0     | 2      | 1                | 0                | 0                | —                     | —                     | —                     | 24    | 0     | 2      |
| Cerro Largo F. C. · Uruguay      | Total club    | Total club    | 24    | 0     | 2      | 1                | 0                | 0                | 1                     | 0                     | 0                     | 26    | 0     | 2      |
| Colorado Rapids 2 Estados Unidos | 3.ª           | 2024          | 13    | 2     | 1      | 1                | 0                | 0                | —                     | —                     | —                     | 14    | 2     | 1      |
| Colorado Rapids 2 Estados Unidos | Total club    | Total club    | 13    | 2     | 1      | 1                | 0                | 0                | 0                     | 0                     | 0                     | 14    | 2     | 1      |
| Cerro Largo F. C. · Uruguay      | 1.ª           | 2024          | 3     | 0     | 0      | -                | -                | -                | -                     | -                     | -                     | 3     | 0     | 0      |
| Cerro Largo F. C. · Uruguay      | Total club    | Total club    | 27    | 0     | 2      | 1                | 0                | 0                | 1                     | 0                     | 0                     | 29    | 0     | 2      |
| Liverpool F. C. · Uruguay        | 1.ª           | 2025          | 2     | 0     | 0      | -                | -                | -                | —                     | —                     | —                     | 2     | 0     | 0      |
| Liverpool F. C. · Uruguay        | Total club    | Total club    | 2     | 0     | 0      | 0                | 0                | 0                | 0                     | 0                     | 0                     | 2     | 0     | 0      |
| Total carrera                    | Total carrera | Total carrera | 42    | 2     | 3      | 2                | 0                | 0                | 1                     | 0                     | 0                     | 45    | 2     | 3      |
| 1. 2.                            |               |               |       |       |        |                  |                  |                  |                       |                       |                       |       |       |        |

### Selección
Actualizado al último partido citado el 24 de noviembre de 2022.
| Selección         | Temporada         | Continental | Continental | Continental | Mundial | Mundial | Mundial | Amistosos | Amistosos | Amistosos | Total | Total | Total  |
| Selección         | Temporada         | Part.       | Goles       | Asist.      | Part.   | Goles   | Asist.  | Part.     | Goles     | Asist.    | Part. | Goles | Asist. |
| ----------------- | ----------------- | ----------- | ----------- | ----------- | ------- | ------- | ------- | --------- | --------- | --------- | ----- | ----- | ------ |
| Sub-15 · Uruguay  | 2021              | -           | -           | -           | —       | —       | —       | 1         | 0         | 0         | 1     | 0     | 0      |
| Sub-15 · Uruguay  | Total sel.        | 0           | 0           | 0           | 0       | 0       | 0       | 1         | 0         | 0         | 1     | 0     | 0      |
| Sub-17 · Uruguay  | 2022              | —           | —           | —           | —       | —       | —       | 12        | 0         | 0         | 12    | 0     | 0      |
| Sub-17 · Uruguay  | Total sel.        | 0           | 0           | 0           | 0       | 0       | 0       | 12        | 0         | 0         | 12    | 0     | 0      |
| Total selecciones | Total selecciones | 0           | 0           | 0           | 0       | 0       | 0       | 13        | 0         | 0         | 13    | 0     | 0      |

## Palmarés

### Títulos nacionales
| Título          | Club            | País    | Año  |
| --------------- | --------------- | ------- | ---- |
| Torneo Apertura | Liverpool F. C. | Uruguay | 2025 |